# Melanocercops ficuvorella
Melanocercops ficuvorella là một loài bướm đêm thuộc họ Gracillariidae. Nó được tìm thấy ở Trung Quốc (Guangdong), Ấn Độ và Nhật Bản (Shikoku, Honshū, the Amami Islands, Tusima, quần đảo Ryukyu và Kyūshū).
Sải cánh dài 6-8.2 mm.
Ấu trùng ăn Ficus carica, Ficus erecta, Ficus hispida, Ficus microcarpa, Ficus nipponica, Ficus pumila, Ficus virens và Ficus virgata. Chúng có thể ăn lá nơi chúng làm tổ.